# Lisie gniazdo

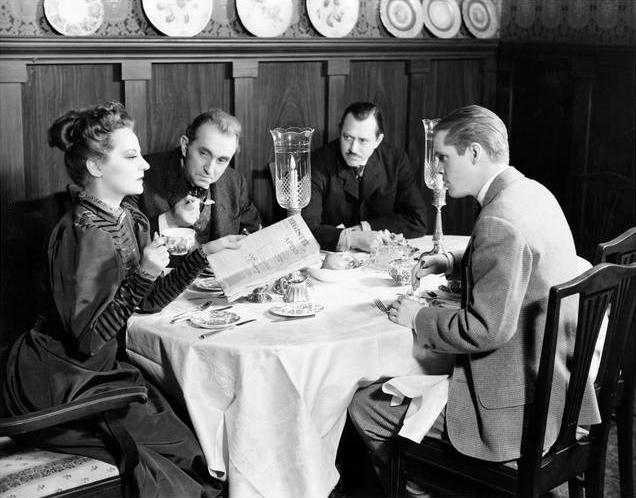
Inscenizacja w teatrze na Broadwayu (1939)

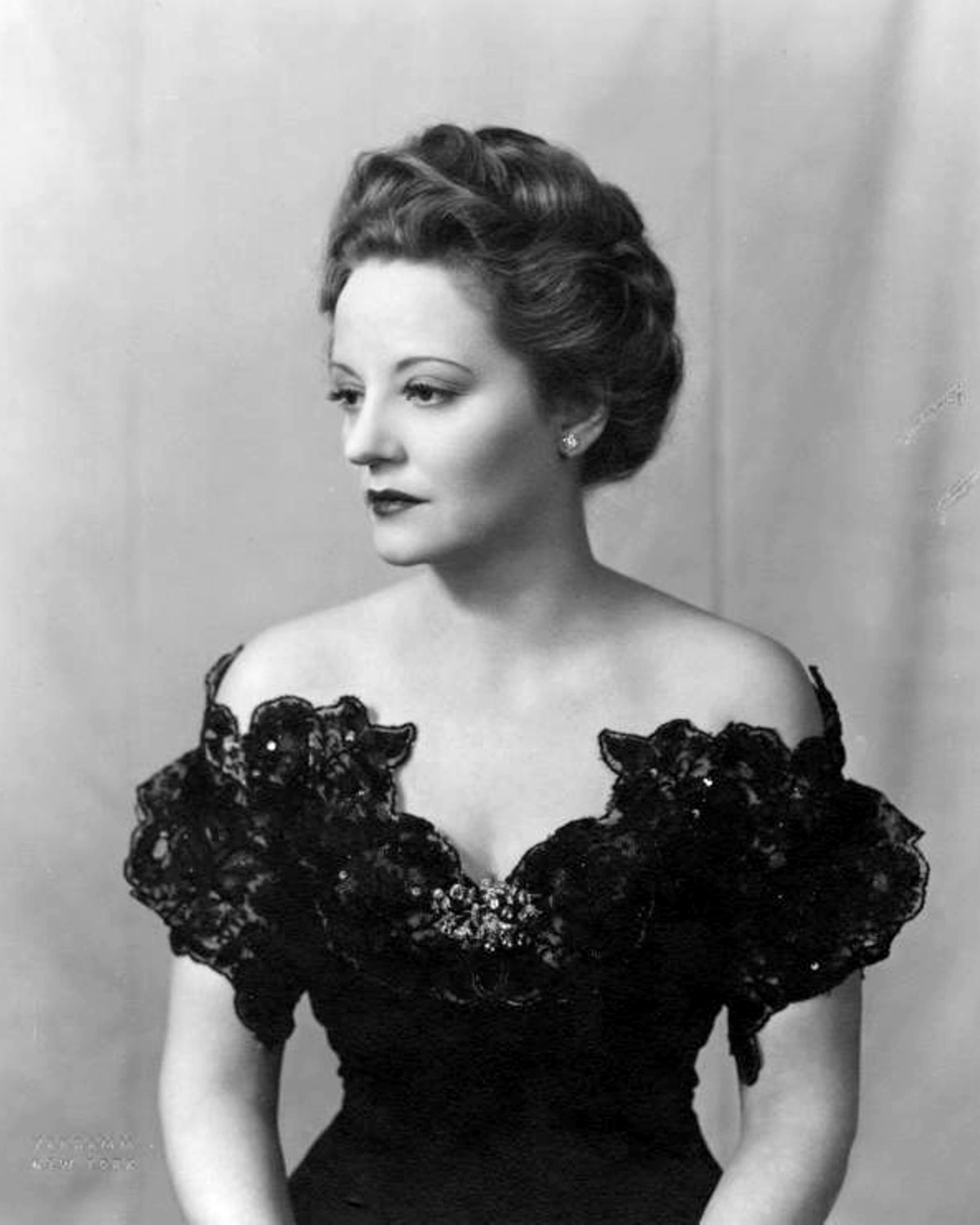
Tallulah Bankhead w roli Reginy (1939)

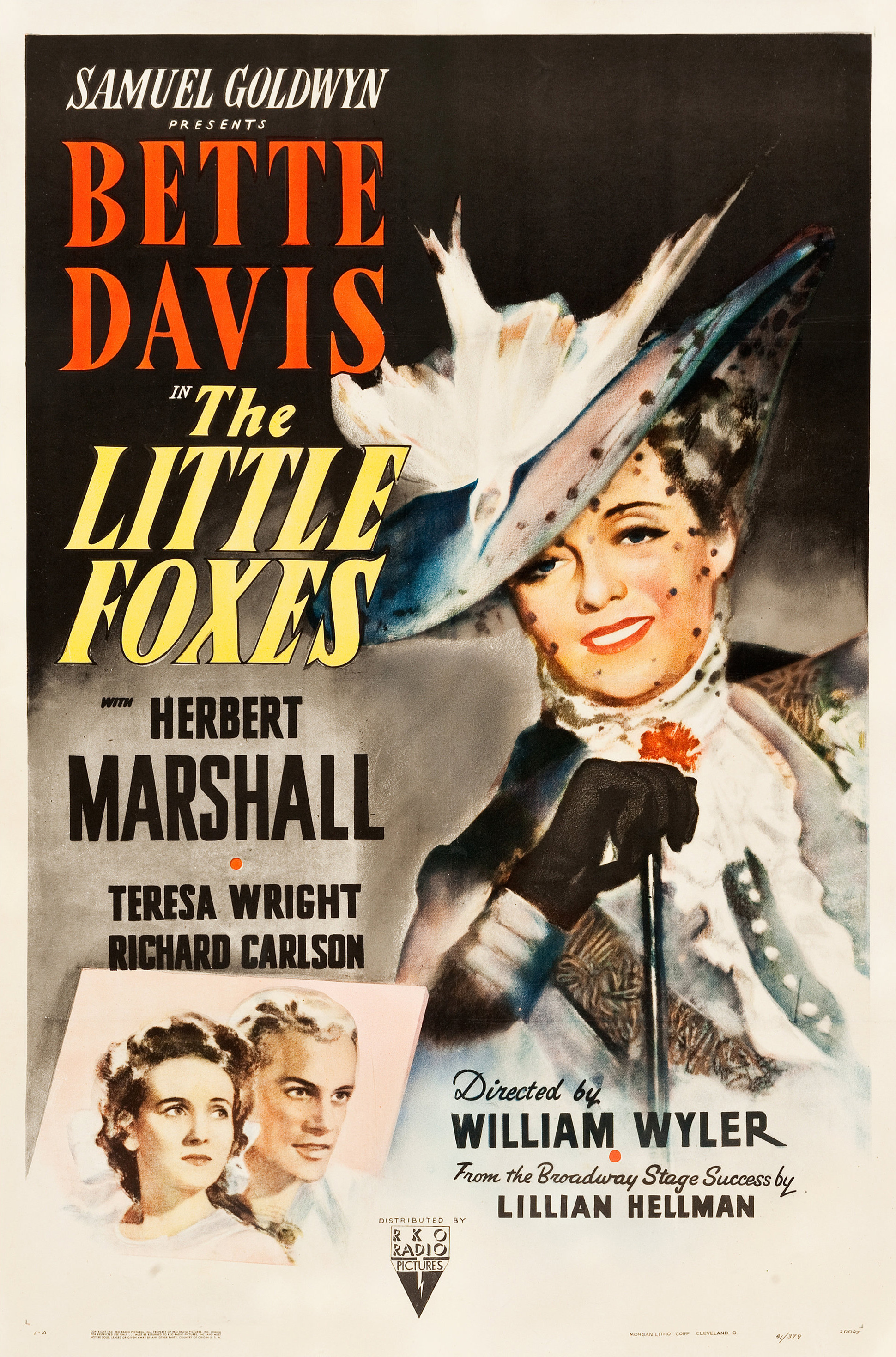
Film "The Little Foxes" (1941) - afisz

Lisie gniazdo (także Małe liski; ang. The Little Foxes) –  dramat Lillian Hellman w trzech aktach, wystawiony po raz pierwszy na Broadwayu w 1939 r. 

## Treść
Akcja rozgrywa się na południu Stanów Zjednoczonych tuż po zakończeniu wojny secesyjnej. Rodzina Hubbardów reprezentuje ambitne drobnomieszczaństwo, które w warunkach zrujnowanego kraju chce za wszelką cenę się dorobić, nie zważając na środki. Rozpoczęli od nieuczciwego handlu, następnie Oskar Hubbard ożenił się z młodą dziedziczką majątku, którą przez brutalne traktowanie wpędził w alkoholizm, zaś jego siostra - Regina - wyszła za mąż za schorowanego bankiera Horacego. Regina chce wejść w spółkę z braćmi i otworzyć przędzalnię opartą na wyzysku taniej siły roboczej, potrzebuje jednak na to zgody Horacego. Horacy, przeczuwając nadchodzącą śmierć, opiera się temu pomysłowi. Bracia Hubbard wykradają z sejfu akcje należące do Horacego i wykluczają siostrę, która nie jest im już potrzebna, ze spółki. Horacy odkrywa kradzież i przekonany, że doszło niej za wiedzą jego żony, postanawia zmienić testament i cały majątek z wyjątkiem skradzionych akcji zapisać swej córce, Aleksandrze. Zanim jednak zdąży zrealizować ten zamiar umiera, przy biernym udziale Reginy, która rozmyślnie nie podała mu na czas lekarstwa.

## Ekranizacja
- The Little Foxes (1941, reż. William Wyler)[2][3]

## Lisie gniazdow Polsce

### Przekład
Utwór przełożyła na język polski Joanna Poraska.

### Inscenizacje (wybór)[4]
- Teatr Miejski w Jeleniej Górze (1948, reż. Marian Godlewski)
- Teatr Studio MO w Warszawie (1948, reż. Karol Adwentowicz)
- Teatr Polski w Poznaniu (1948, reż. Emil Chaberski)
- Teatr Powszechny w Łodzi (1948, reż. Karol Adwentowicz)
- Teatr Ziemi Pomorskiej w Toruniu (1949, reż. Leonia Barwińska)
- Teatr Miejski w Lublinie (1949, reż. Zofia Modrzewska)
- Teatr Wybrzeże w Gdańsku (1955, reż. Łazarz Kobryński)
- Scena Polska w Cieszynie (1971, reż. Witold Rybicki)

### Spektakl telewizyjny
W 1973 r. ukończono produkcję spektaklu pt. Lisie gniazdo (reż. Jerzy Zegalski) dla Teatru Telewizji. Premiera odbyła się w 2003 r.